# Мартенс, Рольф
Рольф Олав Мартенс (швед. Rolf Olav Martens, 22 февраля 1942 — 22 апреля 2008) — шведский шахматист. Чемпион Швеции 1967 года. Двукратный чемпион Швеции по блицу (1966 и 1988 гг.). В составе сборной Швеции участник двух командных первенств мира среди студентов. В 1969 году представлял Швецию на Турнире северных стран. Главное спортивное достижение Мартенса на международной арене — 2-е место на мемориале А. Ульсона. Турнир проходил в Гётеборге в декабре 1967 — январе 1968 гг., Мартенс набрал 7 очков из 9 возможных и на пол-очка отстал от победителя турнира — Е. П. Геллера. При этом Мартенсу удалось опередить многих известных шахматистов, среди которых можно выделить чемпионку мира Н. Т. Гаприндашвили, Х. Вестеринена и В. Янсу. В следующем году Мартенс свёл вничью матч с восходящей звездой шведских шахмат Ульфом Андерссоном.
Имел техническое образование и учёную степень. Имел сварочную мастерскую в Эслёве. Занимался политической деятельностью, в первую очередь, борьбой за права рабочих. Регулярно выступал со статьями на политические темы в издании «Unite». Сам Мартенс определял свои политические взгляды как «странную разновидность маоизма». Был активным пользователем сети Usenet, где вел собственный журнал. Время от времени выступал со странными заявлениями. В частности, он отрицал существование СПИДа и утверждал, что Мияйло Мияйлович не убивал Анну Линд.
Похоронен на кладбище Лимхамнс.
В память о шахматисте Академический шахматный клуб в городе Лунд организовал фонд имени Мартенса.

## Спортивные результаты
| Год         | Город     | Соревнование                              | + | − | = | Результат | Место |
| ----------- | --------- | ----------------------------------------- | - | - | - | --------- | ----- |
| 1960        | Ленинград | Командное первенство мира среди студентов | 1 | 5 | 1 | 1½ из 7   |       |
| 1967        | Стокгольм | Чемпионат Швеции                          | 8 | 2 | 5 | 10½ из 15 | 1     |
|             | Гаррахов  | Командное первенство мира среди студентов | 3 | 4 | 2 | 4 из 9    |       |
| 1967 / 1968 | Гётеборг  | Мемориал А. Ольсона                       | 6 | 1 | 2 | 7 из 9    | 2     |
| 1969        | Лидчёпинг | Турнир северных стран                     | 5 | 6 | 2 | 6 из 13   | 11—12 |
|             |           | Матч с У. Андерссоном                     |   |   |   | 3 : 3     |       |